# Barrow upon Trent
Barrow upon Trent – wieś w Anglii, w hrabstwie Derbyshire, w dystrykcie South Derbyshire. Leży 8 km na południe od miasta Derby i 176 km na północny zachód od Londynu. Miejscowość liczy 546 mieszkańców.